# Isabel Sharp
Isabel « Izzy » Sharp née le 29 juin 2005 à Southampton, est une coureuse cycliste britannique. Elle court sur route et sur piste.

## Biographie
Isabel Sharp commence le sport par la natation, puis découvre le triathlon. En difficulté sur la partie course à pied, elle préfère la partie vélo. Après avoir essayé le cyclo-cross sans résultat, elle découvre le cyclisme sur piste
Lors de sa première saison chez les juniors (moins de 19 ans) en 2022, elle s'illustre surtout sur piste en devenant championne d'Europe de course aux points. Elle est également vice-championne d'Europe de poursuite, battue en finale par l'Italienne Federica Venturelli. Aux mondiaux sur piste juniors, elle décroche l'argent en poursuite (derrière Venturelli) et le bronze sur la course à élimination. Sur route, elle est notamment deuxième du Circuit de Borsele juniors et dixième du championnat du monde du contre-la-montre juniors. 
Lors de la saison 2023, aux championnats d'Europe sur piste juniors elle remporte l'or sur la course à l'américaine avec Carys Lloyd, ainsi que le bronze sur la poursuite par équipes. Aux mondiaux sur piste juniors, elle est médaillée d'argent de la course aux points et de la course à élimination. Sur route, elle obtient des résultats aussi bien dans les classiques que sur les contre-la-montre. Elle remporte Gand-Wevelgem juniors, le Circuit de Borsele juniors et estvice-championne du monde du contre-la-montre juniors derrière l'Australienne Felicity Wilson-Haffenden. 
En 2024, elle signe un contrat de trois ans avec l'équipe World Tour américaine Lidl-Trek, où elle retrouve Felicity Wilson-Haffenden.

## Palmarès sur route

### Par années
- 2022
  - 2e du Circuit de Borsele juniors
  - 10e du championnat du monde du contre-la-montre juniors
- 2023
  - Gand-Wevelgem juniors
  - Circuit de Borsele juniors : 
    - Classement général
    - 1re étape (contre-la-montre)

  - 3e du championnat de Grande-Bretagne du contre-la-montre juniors
  -  Médaillée d'argent du championnat du monde du contre-la-montre juniors

## Palmarès sur piste

### Championnats du monde
| Édition / Épreuve       | Poursuite | Course aux points | Élimination |
| Tel Aviv 2022 (juniors) | Argent    |                   | Bronze      |
| Cali 2023 (juniors)     |           | Argent            | Argent      |

### Championnats d'Europe
| Édition / Épreuve      | Poursuite | Poursuite par équipes | Course aux points | Américaine |
| Anadia 2022 (juniors)  | Argent    |                       | Or                |            |
| Anadia 2023 (juniors)  |           | Bronze                |                   | Or         |
| Cottbus 2024 (espoirs) | 8e        | Or                    |                   |            |
| Anadia 2025 (espoirs)  |           | Or                    |                   |            |

### Championnats de Grande-Bretagne
- 2022
  -  Championne de Grande-Bretagne de poursuite par équipes
- 2024
  -  Championne de Grande-Bretagne de poursuite par équipes
  - 3e de la poursuite